# Vasco Costa Marques
Vasco Costa Marques (Lisboa, 28 de Agosto de 1928 - São João do Peso, 18 de Julho de 2006) foi um poeta português. Colaborou nas revistas “Vértice” e “Seara Nova”.
Foi militante comunista, tendo, a partir dos meados dos anos 80, começado a afastar-se progressivamente do partido e da actividade política em geral. Esteve preso e escreveu o hino “Caxias” (letra e música), canção de resistência dirigida aos presos políticos. 

## Publicações
- 1950 – “Trânsito Proibido”, Edição do Autor;
- 1956 – “Poesia dos Dias Úteis”, Colecção Cancioneiro Geral, Publicações Europa-América;
- 1961 – “O Mundo Possível”, Colecção âmbito (Edição colectiva), Distribuição Livros Horizonte;
- 1970 – “Um Beco no Espaço”, Colecção Poesia e Ensaio, Ulisseia;
- 2002 (?) – “Venham de Lá Esses Ossos”, Edição do Autor;
- 2003 – “Algumas Trovas de Haver o Mar e um Post Scriptum”, Campo da Poesia, Campo Das letras Editores.